# Zaz
Isabelle Geffroy (Tours, 1 de maio de 1980), mais conhecida pelo nome artístico Zaz, é uma cantora francesa que mescla música francesa com o gypsy jazz. Ela ficou famosa com sua canção "Je veux", tema de seu primeiro álbum, Zaz, que foi lançado no mercado em 10 de maio de 2010.

## Discografia

### Álbuns
- ZAZ (2010)
- À L'Infini (2013)
- Recto Verso (2013)
- Paris (2014)
- Effet miroir (2018)
- Isa (2021)
- Sains et Saufs (2025)

### Outras aparições
- Le chemin de pierre (2014) (single de caridade com Nolwenn Leroy, Thomas Dutronc...)